# Longitarsus croaticus
Longitarsus croaticus es una especie de insecto coleóptero de la familia Chrysomelidae. Fue descrita científicamente en 1975 por Gruev.